# Миякинский район
Мияки́нский райо́н (баш. Миәкә районы) — административно-территориальная единица (район) и муниципальное образование (муниципальный район) в её границах под наименованием муниципальный район Миякинский район (баш. Миәкә районы муниципаль районы) в составе Республики Башкортостан Российской Федерации.
Административный центр — село Киргиз-Мияки.

## География
Район расположен в юго-западной части Башкортостана, в предуральской степной зоне Белебеевской возвышенности. На севере граничит с Альшеевским районом, на востоке – со Стерлитамакским, на юго-востоке со Стерлибашевским, на западе – Бижбулякским районом, на юго-западе – с Пономарёвским районом Оренбургской области. Площадь района – 2051 км2.
Восточную часть района занимают северные отроги Общего Сырта, западную — Бугульминско-Белебеевскую возвышенность. По его территории протекают реки Уршак, Дёма с притоками Уязы, Мияки, Менеузом. Район входит в тёплый, незначительно засушливый агроклиматический регион. Климат умеренно континентальный. Почвенный покров представлен чернозёмами типичными и карбонатными. Леса занимают 16,3 % территории района. Берёзовые, берёзово-осиновые, дубово-берёзовые леса и дубовые колки приурочены к повышенным участкам рельефа. Имеются месторождения нефти, кирпичной глины, известняка, песчано-гравийной смеси. Площадь сельскохозяйственных угодий составляет 150 тыс. га, в том числе пашни — 98,8 тыс. га, сенокосов — 8,4 тыс. га, пастбищ — 42,7 тыс. га. Сложившаяся специализация сельскохозяйственных предприятий: скотоводческо-зерновая с развитыми дополнительными отраслями: свекловодством, свиноводством, овцеводством.
По территории района проходят автомобильные дороги Киргиз-Мияки — Чишмы, Киргиз-Мияки — Тятер-Арасланово.

## Население
| 1939    | 1959    | 1970    | 1979    | 1989    | 2002    | 2008    | 2009    | 2010    |
| ------- | ------- | ------- | ------- | ------- | ------- | ------- | ------- | ------- |
| 51 764  | ↘38 374 | ↗40 140 | ↘34 172 | ↘30 274 | ↗31 789 | ↘31 349 | ↘31 262 | ↘28 224 |
| 2012    | 2013    | 2014    | 2015    | 2016    | 2017    | 2018    | 2019    | 2021    |
| ↘27 492 | ↘27 063 | ↘26 636 | ↘26 340 | ↘25 943 | ↘25 620 | ↘25 212 | ↘24 660 | ↘24 272 |

Согласно прогнозу Минэкономразвития России, численность населения будет составлять:
- 2024 — 24,06 тыс. чел.
- 2035 — 20,8 тыс. чел.

### Национальный состав
Согласно Всероссийской переписи населения 2010 года: башкиры — 43 %, татары — 39,6 %, чуваши — 9,3 %, русские — 6,1 %, украинцы — 1,1 %, лица других национальностей — 1,1 %.
По итогам переписи населения 2020 года проживали следующие национальности (национальности менее 0,1 % и другое см. в сноске к строке «Другие»):
| Национальность | Численность, чел. | Доля     |
| -------------- | ----------------- | -------- |
| Башкиры        | 10 557            | 43,49 %  |
| Татары         | 9498              | 39,13 %  |
| Чуваши         | 2102              | 8,66 %   |
| Русские        | 1697              | 6,99 %   |
| Узбеки         | 88                | 0,36 %   |
| Украинцы       | 71                | 0,29 %   |
| Таджики        | 46                | 0,19 %   |
| Армяне         | 45                | 0,19 %   |
| Другие         | 168               | 0,70 %   |
| Итого          | 24 272            | 100,00 % |

### Языковой состав
Согласно Всероссийской переписи населения 2010 года родными языками населения являлись: татарский — 48,6 %, башкирский — 32,3 %, чувашский — 9,1 %, русский — 8,3 %.
Согласно Всероссийской переписи населения 2020 года родными языками населения являлись: башкирский — 42 %, татарский — 40,2 %, чувашский — 8,6 %, русский — 8 %.

## Административное деление
В Миякинский район как административно-территориальную единицу республики входит 15 сельсоветов.
В одноимённый муниципальный район в рамках местного самоуправления входит 15 муниципальных образований со статусом сельского поселения:
| №     | Муниципальное образование       | Административный центр | Количество населённых пунктов | Население (чел.) | Площадь (км²) |
| ----- | ------------------------------- | ---------------------- | ----------------------------- | ---------------- | ------------- |
| 1e-06 | Сельское поселение              |                        |                               |                  |               |
| 1     | Биккуловский сельсовет          | село Садовый           | 6                             | ↘1314            | 136,62        |
| 2     | Богдановский сельсовет          | село Богданово         | 6                             | ↘1622            | 153,52        |
| 3     | Большекаркалинский сельсовет    | село Большие Каркалы   | 9                             | ↘1109            | 124,37        |
| 4     | Енебей-Урсаевский сельсовет     | село Енебей-Урсаево    | 5                             | ↘633             | 78,37         |
| 5     | Зильдяровский сельсовет         | село Зильдярово        | 8                             | ↘1448            | 181,84        |
| 6     | Ильчигуловский сельсовет        | село Ильчигулово       | 3                             | ↘810             | 70,11         |
| 7     | Карановский сельсовет           | село Каран-Кункас      | 5                             | ↘768             | 127,58        |
| 8     | Качегановский сельсовет         | село Качеганово        | 7                             | ↘1021            | 166,84        |
| 9     | Кожай-Семёновский сельсовет     | село Кожай-Семёновка   | 10                            | ↘1595            | 162,52        |
| 10    | Менеузтамакский сельсовет       | село Менеузтамак       | 4                             | ↘996             | 90,75         |
| 11    | Миякибашевский сельсовет        | село Анясево           | 9                             | ↘1329            | 178,28        |
| 12    | Миякинский сельсовет            | село Киргиз-Мияки      | 8                             | ↗9417            | 187,75        |
| 13    | Новокарамалинский сельсовет     | село Новые Карамалы    | 4                             | ↘908             | 70,63         |
| 14    | Сатыевский сельсовет            | село Сатыево           | 7                             | ↘1211            | 176,20        |
| 15    | Уршакбашкарамалинский сельсовет | село Уршакбашкарамалы  | 5                             | ↘1031            | 146,70        |

### Населённые пункты
| №  | Населённый пункт  | Тип     | Население | Муниципальное образование       |
| -- | ----------------- | ------- | --------- | ------------------------------- |
| 1  | 2-е Миякибашево   | деревня | ↘56       | Миякибашевский сельсовет        |
| 2  | Абишево           | деревня | ↘78       | Биккуловский сельсовет          |
| 3  | Аитово            | деревня | ↘121      | Уршакбашкарамалинский сельсовет |
| 4  | Акъяр             | деревня | ↗51       | Качегановский сельсовет         |
| 5  | Алексеевка        | деревня | ↗44       | Кожай-Семёновский сельсовет     |
| 6  | Андреевка         | деревня | ↗9        | Новокарамалинский сельсовет     |
| 7  | Анясево           | село    | ↘921      | Миякибашевский сельсовет        |
| 8  | Байтимирово       | деревня | ↘140      | Уршакбашкарамалинский сельсовет |
| 9  | Баязитово         | село    | ↘640      | Сатыевский сельсовет            |
| 10 | Биккулово         | село    | ↘200      | Биккуловский сельсовет          |
| 11 | Богданово         | село    | ↘474      | Богдановский сельсовет          |
| 12 | Большие Каркалы   | село    | ↘488      | Большекаркалинский сельсовет    |
| 13 | Верхоценко        | деревня | ↘1        | Большекаркалинский сельсовет    |
| 14 | Днепровка         | деревня | ↘80       | Миякибашевский сельсовет        |
| 15 | Дубровка          | деревня | ↘83       | Большекаркалинский сельсовет    |
| 16 | Енебей-Урсаево    | село    | ↘285      | Енебей-Урсаевский сельсовет     |
| 17 | Ерлыково          | село    | ↘499      | Миякинский сельсовет            |
| 18 | Зайпекуль         | деревня | ↘46       | Карановский сельсовет           |
| 19 | Зидиган           | деревня | ↘54       | Большекаркалинский сельсовет    |
| 20 | Зильдярово        | село    | ↘890      | Зильдяровский сельсовет         |
| 21 | Зириклы           | деревня | ↘90       | Новокарамалинский сельсовет     |
| 22 | Зириклыкуль       | деревня | ↘71       | Богдановский сельсовет          |
| 23 | Ильчигулово       | село    | ↘569      | Ильчигуловский сельсовет        |
| 24 | Исламгулово       | деревня | ↘205      | Зильдяровский сельсовет         |
| 25 | Ихтисад           | деревня | ↗102      | Менеузтамакский сельсовет       |
| 26 | Камышлы           | деревня | ↘43       | Большекаркалинский сельсовет    |
| 27 | Канбеково         | село    | ↘483      | Богдановский сельсовет          |
| 28 | Каран-Кункас      | село    | ↘407      | Карановский сельсовет           |
| 29 | Карышево          | деревня | ↘11       | Зильдяровский сельсовет         |
| 30 | Качеганово        | село    | ↘558      | Качегановский сельсовет         |
| 31 | Кашкарово         | деревня | ↘58       | Миякибашевский сельсовет        |
| 32 | Кекен-Васильевка  | село    | ↘303      | Кожай-Семёновский сельсовет     |
| 33 | Киргиз-Мияки      | село    | ↗8535     | Миякинский сельсовет            |
| 34 | Кожай-Семёновка   | село    | ↘590      | Кожай-Семёновский сельсовет     |
| 35 | Комсомольский     | деревня | ↘177      | Карановский сельсовет           |
| 36 | Крыкнарат         | деревня | ↘0        | Миякинский сельсовет            |
| 37 | Култай-Каран      | деревня | ↘204      | Богдановский сельсовет          |
| 38 | Куль-Кункас       | село    | ↘209      | Карановский сельсовет           |
| 39 | Курманайбаш       | село    | ↘194      | Миякинский сельсовет            |
| 40 | Кызыл-Чишма       | деревня | ↘178      | Миякинский сельсовет            |
| 41 | Максимовка        | деревня | →2        | Миякибашевский сельсовет        |
| 42 | Малые Гайны       | деревня | ↘62       | Кожай-Семёновский сельсовет     |
| 43 | Малые Каркалы     | село    | ↘196      | Большекаркалинский сельсовет    |
| 44 | Маяк              | деревня | ↘122      | Биккуловский сельсовет          |
| 45 | Менеузтамак       | село    | ↘878      | Менеузтамакский сельсовет       |
| 46 | Миякитамак        | село    | ↘675      | Кожай-Семёновский сельсовет     |
| 47 | Нарыстау          | село    | ↘331      | Ильчигуловский сельсовет        |
| 48 | Николаевка        | деревня | ↘13       | Миякибашевский сельсовет        |
| 49 | Никольское        | деревня | ↘59       | Миякинский сельсовет            |
| 50 | Новоалексеевка    | деревня | ↗8        | Миякибашевский сельсовет        |
| 51 | Новомихайловка    | деревня | ↗55       | Менеузтамакский сельсовет       |
| 52 | Новониколаевка    | деревня | ↘13       | Качегановский сельсовет         |
| 53 | Новофедоровка     | деревня | ↘63       | Сатыевский сельсовет            |
| 54 | Новые Ишлы        | село    | ↘467      | Качегановский сельсовет         |
| 55 | Новые Карамалы    | село    | ↘576      | Новокарамалинский сельсовет     |
| 56 | Новые Омельники   | деревня | ↘64       | Сатыевский сельсовет            |
| 57 | Новый Мир         | деревня | ↘304      | Миякибашевский сельсовет        |
| 58 | Петропавловка     | деревня | ↘46       | Качегановский сельсовет         |
| 59 | Рассвет           | деревня | ↘304      | Биккуловский сельсовет          |
| 60 | Ржановка          | деревня | 0         | Сатыевский сельсовет            |
| 61 | Родниковка        | село    | ↘841      | Миякинский сельсовет            |
| 62 | Русское Урсаево   | деревня | ↘28       | Енебей-Урсаевский сельсовет     |
| 63 | Садовый           | село    | ↘569      | Биккуловский сельсовет          |
| 64 | Сатаево           | деревня | ↘136      | Енебей-Урсаевский сельсовет     |
| 65 | Сатыево           | село    | ↘590      | Сатыевский сельсовет            |
| 66 | Сафарово          | деревня | ↘288      | Енебей-Урсаевский сельсовет     |
| 67 | Сергеевка         | деревня | ↗78       | Ильчигуловский сельсовет        |
| 68 | Смородиновка      | деревня | ↘45       | Большекаркалинский сельсовет    |
| 69 | Софиевка          | деревня | ↘136      | Карановский сельсовет           |
| 70 | Старые Балгазы    | деревня | ↘71       | Кожай-Семёновский сельсовет     |
| 71 | Суккул-Михайловка | деревня | ↘313      | Новокарамалинский сельсовет     |
| 72 | Тамьян-Таймас     | село    | ↘516      | Богдановский сельсовет          |
| 73 | Таукай-Гайна      | село    | ↘156      | Качегановский сельсовет         |
| 74 | Тимяшево          | деревня | ↘64       | Зильдяровский сельсовет         |
| 75 | Тукмак-Чишма      | деревня | →0        | Кожай-Семёновский сельсовет     |
| 76 | Туксанбаево       | деревня | ↘128      | Енебей-Урсаевский сельсовет     |
| 77 | Туяш              | деревня | ↘24       | Кожай-Семёновский сельсовет     |
| 78 | Уманка            | деревня | ↘22       | Качегановский сельсовет         |
| 79 | Урняк             | деревня | ↘89       | Миякибашевский сельсовет        |
| 80 | Уршак             | село    | ↘413      | Уршакбашкарамалинский сельсовет |
| 81 | Уршакбашкарамалы  | село    | ↘620      | Уршакбашкарамалинский сельсовет |
| 82 | Успех             | деревня | ↘55       | Зильдяровский сельсовет         |
| 83 | Уязыбашево        | село    | ↘423      | Большекаркалинский сельсовет    |
| 84 | Чайка             | деревня | ↘31       | Кожай-Семёновский сельсовет     |
| 85 | Четырбаш          | деревня | ↘117      | Миякинский сельсовет            |
| 86 | Чиряштамак        | деревня | ↘132      | Богдановский сельсовет          |
| 87 | Чишмы             | деревня | ↘25       | Уршакбашкарамалинский сельсовет |
| 88 | Чияле             | деревня | →12       | Зильдяровский сельсовет         |
| 89 | Чулпан            | деревня | ↘24       | Сатыевский сельсовет            |
| 90 | Чураево           | деревня | ↘130      | Менеузтамакский сельсовет       |
| 91 | Чятай-Бурзян      | деревня | ↘268      | Биккуловский сельсовет          |
| 92 | Шатмантамак       | село    | ↘528      | Зильдяровский сельсовет         |
| 93 | Шатра             | деревня | ↘9        | Сатыевский сельсовет            |
| 94 | Яшасен            | деревня | →0        | Кожай-Семёновский сельсовет     |
| 95 | Яшелькуль         | деревня | →2        | Зильдяровский сельсовет         |
| 96 | Яшляр             | деревня | ↘18       | Большекаркалинский сельсовет    |

## Образование

Памятник Мифтахетдину Акмулле в Уфе

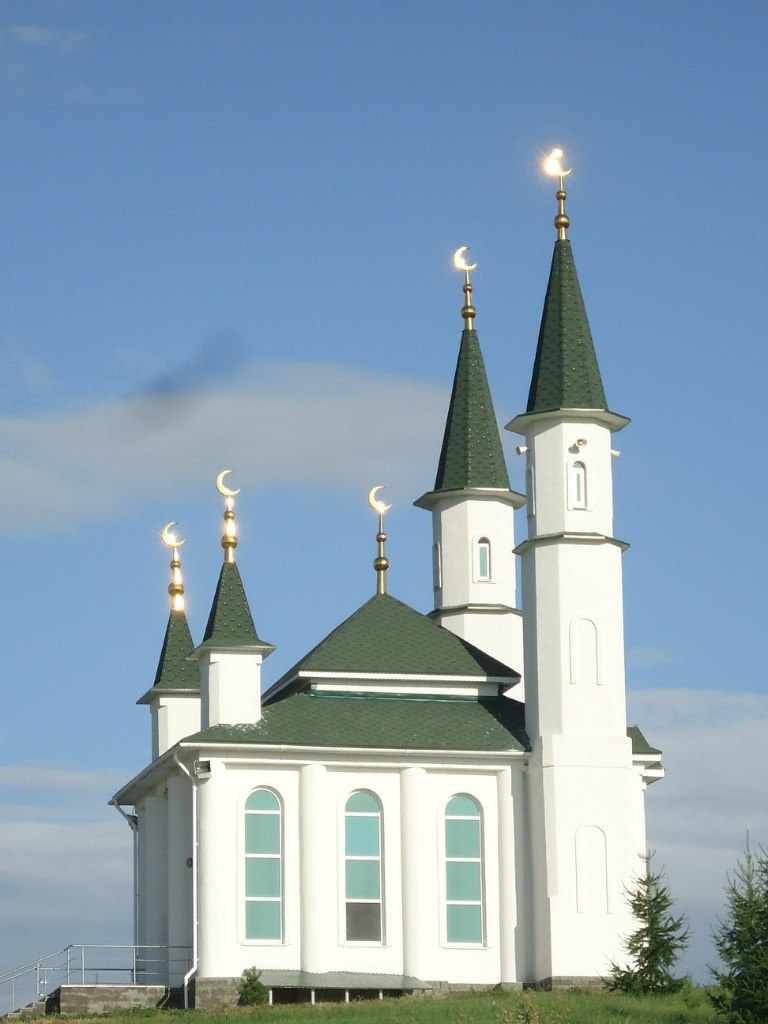
Мечеть в Нарыстау

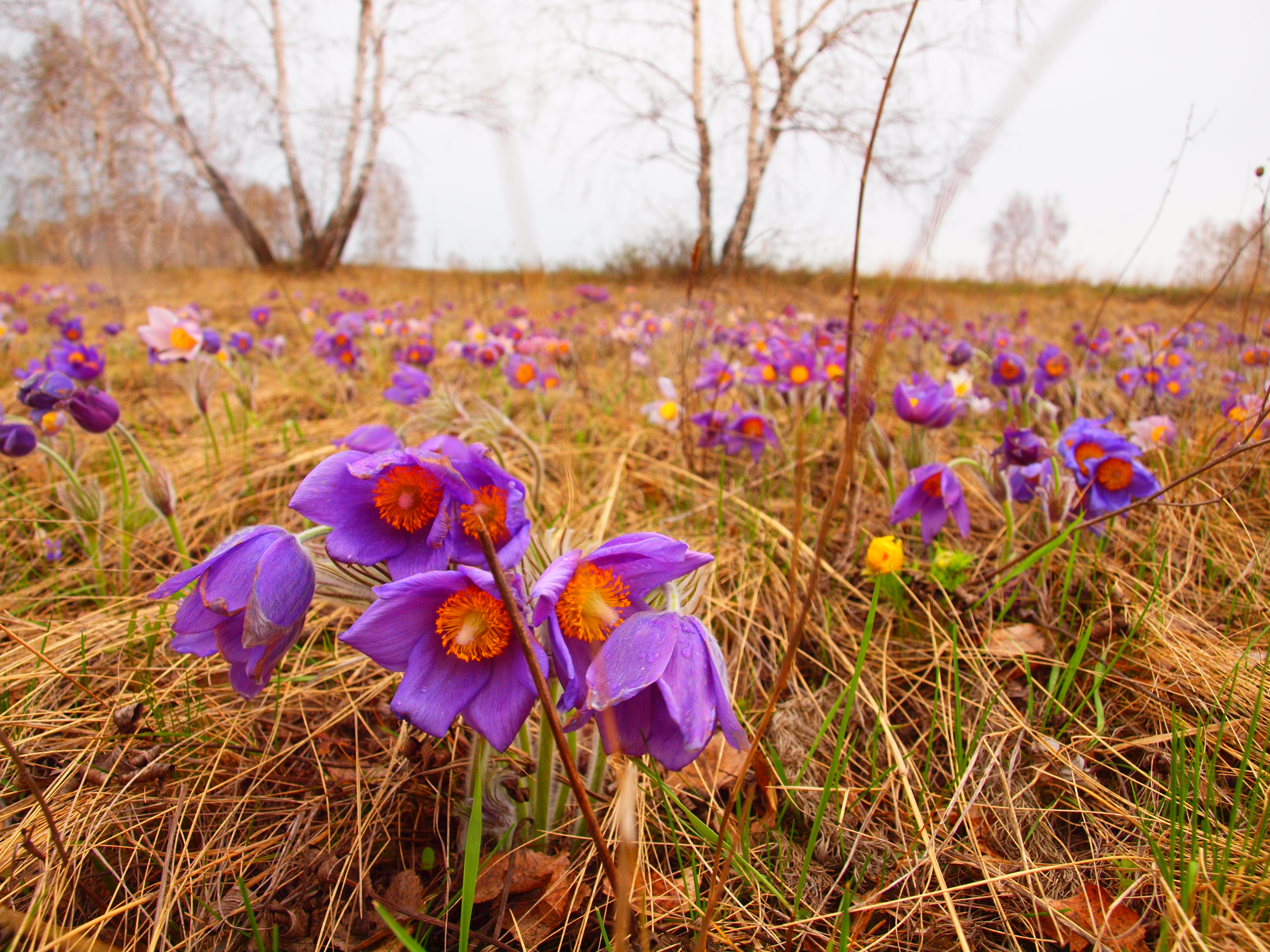
Подснежники южной Башкирии

В районе 66 общеобразовательных школ, в том числе 26 средних, детская музыкальная школа, 31 массовая библиотека, 56 клубных учреждений, центральная и 2 участковые больницы. Издаётся газета «Октябрь» на русском, башкирском и татарском языках.

## Известные жители и уроженцы
- Абдуллин, Мансур Идиатович (15 сентября 1919 — 8 июня 1996) — старший сержант, участник Великой Отечественной войны, Герой Советского Союза (1943)[43][44].
- Акмулла, Мифтахетдин (14 декабря 1831 — 8 октября 1895) — башкирский[45][46], казахский и татарский[47] поэт-просветитель, поэт-философ, поэт-мыслитель, крупнейший представитель башкирской поэзии XIX века, оказал воздействие на всю дальнейшую национальную башкирскую, а также татарскую и казахскую литературу. Сыграл важную роль в развитии башкирского языка. Его творчество широко известно среди туркмен, каракалпаков и других тюркоязычных народов.
- Альбаева Зайтуна Рахматулловна — участник Великой Отечественной войны.
- Аминев, Ахтям Закиятдинович (1918—1942) — татарский поэт-фронтовик.
- Ахметшина Айгуль Гайсовна (род. 1 мая 1996 года) — башкирская оперная певица (меццо-сопрано), солистка Королевского театра «Ковент-Гарден» в Лондоне[48][49]. Заслуженный артист Республики Башкортостан (2021)[50], лауреат Международной оперной премии International Opera Awards (2023)[51].
- Губайдуллин, Миннигали Хабибуллович (8 марта 1921 — 8 марта 1944) — участник Великой Отечественной войны, гвардии лейтенант, Герой Советского Союза (1944)[52].
- Гумеров, Гариф Муртазич литературный псевдоним — Гари́ф Гуме́р (1891—1974) — известный башкирский поэт, писатель, переводчик. Внёс большой вклад в развитие татарской печати и башкирской литературы.
- Галимов, Айдар Ганиевич (род. 23 февраля 1967) — татарский и башкирский певец, Заслуженный артист Республики Башкортостан (1995), Народный артист Республики Башкортостан (2011), Заслуженный артист Республики Татарстан (1996), народный артист Республики Татарстан (2008)[53][54].
- Зарипов, Хакимьян Сарьярович (18 октября 1929 — 4 апреля 2012) — башкирский писатель, юрист, заслуженный работник культуры БАССР, член Союза писателей РФ и РБ.
- Зиязетдинов, Рим Саляхович (род. 19 апреля 1953) — театральный актёр, Народный артист Республики Башкортостан (2004)[55].
- Ирсаева, Нурия Исхаковна (род. 13 октября 1942) — башкирская советская актриса, заслуженная (1972) и народная артистка Башкирской АССР (1980) и Татарстана, народная артистка РСФСР (1984).
- Максимча, Иван Васильевич (14 октября 1922 — 26 апреля 1985) — командир эскадрильи 810-го штурмового авиационного полка (225-я штурмовая авиационная дивизия, 15-я воздушная армия, 2-й Прибалтийский фронт), капитан, Герой Советского Союза (1945)[56][57].
- Магазов, Азат Шаихзянович (17 декабря 1926 года — 13 декабря 2015 года) — писатель, заслуженный работник культуры Башкирской АССР, член Союза писателей Республики Башкортостан, член Союза писателей России.
- Магазов, Риза Шаихъянович (род. 10 марта 1932 года - 30 декабря 2022 года) — российский доктор медицинских наук, профессор, академик Академии наук Республики Башкортостан с 1991 года.
- Мифтахов, Мансур Сагарьярович (род. 23 июля 1947) — химик, доктор химических наук (1988), профессор (1991), член-корреспондент АН РБ, лауреат Государственной премии РФ (1992)[58][59].
- Поздняков, Александр Васильевич (род. 5 августа 1937) — российский учёный-геоморфолог, доктор географических наук[60].
- Разяпов, Шифа Гарифуллович (15 января 1925 — 1 октября 2011) — тракторист колхоза «Башкортостан» Миякинского района БАССР, участник Великой Отечественной войны, Герой Социалистического Труда (1966)[61][62].
- Тулин, Сергей Загитович (род. 11 сентября 1957) — советский и российский военачальник, генерал-майор запаса, Герой Российской Федерации (1996)[63][64].
- Тухват Янаби (14 февраля 1894 — 10 июля 1938) — башкирский советский поэт, писатель и общественный деятель[65].
- Хафизов, Мидхат Габдраупович (род. 26 июня 1933) — старший оператор Новоуфимского нефтеперерабатывающего завода, Герой Социалистического Труда (1977), почётный нефтехимик СССР (1978), Изобретатель СССР (1981)[66][67].
- Яппаров, Карам Халиуллович (24 декабря 1924 — 5 июня 2016) — сталевар горно-обогатительного комбината в Качканаре Свердловской области, участник Великой Отечественной войны, Герой Социалистического Труда (1977)[68][69].

## Достопримечательности
- Сатыевский курган — в 3 км выше села Сатыево, на правом распахиваем берегу реки Уяза на небольшой возвышенности, напротив летней фермы.
- Музей Мифтахетдина Акмуллы — филиал Национального литературного музея, в деревне Туксанбаево, освещает жизнь и деятельность талантливого уроженца края, классика башкирской и татарской поэзии Мифтахетдина Акмуллы[70][71][72].
- Шатман-Тамакские курганы — 4 кургана, в 700 метрах к юго-востоку от села Шатмантамак, на ровном распахиваемом плато левого берега реки Уязы.